# Discografia di Paloma Faith
La discografia di Paloma Faith, cantante britannica attiva dal 2007, è composta da sei album in studio, due EP e diciannove singoli.

## Album in studio
| 2009                                                      | Do You Want the Truth or Something Beautiful? - Pubblicato: 28 settembre 2009 - Etichetta: Epic Records - Formati: CD, download digitale | 9 | —  | 33 | 26 | 50 | —  | 37 | 12 | —   | - UK: 2× Platino            | - UK: 700.000 |
| 2012                                                      | Fall to Grace - Pubblicato: 28 maggio 2012 - Etichetta: RCA Records - Formati: CD, LP, download digitale                                 | 2 | 49 | 44 | 10 | —  | 15 | 36 | 1  | 170 | - UK: 2× Platino            | - UK: 620.000 |
| 2014                                                      | A Perfect Contradiction - Pubblicato: 10 marzo 2014 - Etichetta: RCA Records - Formati: CD, download digitale                            | 2 | 4  | —  | 8  | 41 | 9  | 91 | 2  | 176 | - AUS: Oro - UK: 2× Platino |               |
| 2017                                                      | The Architect - Pubblicato: 17 novembre 2017 - Etichetta: RCA Records, Epic Records - Formati: CD, LP, download digitale                 | 1 | 57 | —  | 18 | —  | —  | —  | 1  | —   | - UK: Platino               |               |
| 2020                                                      | Infinite Things - Pubblicato: 13 novembre 2020 - Etichetta: Sony Music - Formati: CD, LP, download digitale                              | 4 | —  | —  | —  | —  | —  | —  | 5  | —   | - UK: Argento               |               |
| 2024                                                      | The Glorification of Sadness - Pubblicato: 14 febbraio 2024 - Etichetta: RCA Records - Formati: CD, LP                                   | 2 | —  | —  | —  | —  | —  | —  | 2  | —   |                             |               |
| "—" indica che l'album non è entrato in quella classifica | |   |    |    |    |    |    |    |    |     |                             |               |

## Extended play
| Anno | Titolo |
| ---- | --- |
| 2010 | iTunes Festival: London 2010 - Pubblicato: 7 luglio 2010 - Etichetta: Epic Records - Formati: Download digitale  |
| 2014 | Spotify Sessions - Pubblicato: 11 Agosto 2014 - Etichetta: Sony Music Entertainment - Formati: Download digitale |

## Singoli
| 2009                                                         | Stone Cold Sober                              | 17  | —  | — | 70 | —  | 84 | 30 | 36 | 10 |                                               | Do You Want the Truth or Something Beautiful? |
| 2009                                                         | New York                                      | 15  | —  | 8 | 54 | 12 | —  | —  | 15 | 9  | - UK: Argento                                 | Do You Want the Truth or Something Beautiful? |
| 2009                                                         | Do You Want the Truth or Something Beautiful? | 64  | —  | — | —  | —  | —  | —  | —  | 32 |                                               | Do You Want the Truth or Something Beautiful? |
| 2010                                                         | Upside Down                                   | 55  | —  | — | —  | —  | —  | —  | —  | —  | - UK: Argento                                 | Do You Want the Truth or Something Beautiful? |
| 2010                                                         | New York (feat. Ghostface Killah)             | 44  | —  | — | —  | —  | —  | —  | —  | —  |                                               | Do You Want the Truth or Something Beautiful? |
| 2010                                                         | Smoke & Mirrors                               | 140 | —  | — | —  | —  | —  | —  | —  | —  |                                               | Do You Want the Truth or Something Beautiful? |
| 2012                                                         | Picking Up the Pieces                         | 7   | —  | — | —  | 13 | —  | 30 | —  | 3  | - UK: Oro                                     | Fall to Grace                                 |
| 2012                                                         | 30 Minute Love Affair                         | 50  | —  | — | —  | —  | —  | —  | —  | —  |                                               | Fall to Grace                                 |
| 2012                                                         | Never Tear Us Apart                           | 16  | —  | — | —  | 42 | —  | —  | —  | —  | - UK: Argento                                 | Fall to Grace                                 |
| 2012                                                         | Just Be                                       | 66  | —  | — | —  | —  | —  | —  | —  | —  |                                               | Fall to Grace                                 |
| 2013                                                         | Black & Blue                                  | —   | —  | — | —  | —  | —  | —  | —  | —  |                                               | Fall to Grace                                 |
| 2014                                                         | Can't Rely on You                             | 10  | 64 | — | —  | 5  | 53 | 34 | —  | 12 | - UK: Argento                                 | A Perfect Contradiction                       |
| 2014                                                         | Only Love Can Hurt like This                  | 6   | 1  | — | —  | 26 | —  | 3  | —  | 5  | - AUS: 4× Platino - NZ: Platino - UK: Platino | A Perfect Contradiction                       |
| 2014                                                         | Trouble with My Baby                          | —   | —  | — | —  | —  | —  | —  | —  | —  |                                               | A Perfect Contradiction                       |
| 2014                                                         | Ready for the Good Life                       | 68  | —  | — | —  | —  | —  | —  | —  | —  |                                               | A Perfect Contradiction                       |
| 2015                                                         | Leave While I'm Not Looking                   | —   | —  | — | —  | —  | —  | —  | —  | —  |                                               | A Perfect Contradiction                       |
| 2015                                                         | Beauty Remains                                | —   | —  | — | —  | —  | —  | —  | —  | —  |                                               | A Perfect Contradiction                       |
| 2017                                                         | Crybaby                                       | 36  | —  | — | —  | —  | —  | —  | —  | 12 |                                               | The Architect                                 |
| 2017                                                         | Guilty                                        | —   | —  | — | —  | —  | —  | —  | —  | 62 |                                               | The Architect                                 |
| 2018                                                         | 'Til I'm Done                                 | 95  | —  | — | —  | —  | —  | —  | —  | 24 |                                               | The Architect                                 |
| 2020                                                         | Better Than This                              |     |    |   |    |    |    |    |    |    |                                               | Infinite Things                               |
| 2020                                                         | Gold                                          |     |    |   |    |    |    |    |    |    |                                               | Infinite Things                               |
| "—" indica che il singolo non è entrato in quella classifica |                                               |     |    |   |    |    |    |    |    |    |                                               |                                               |